# 佐藤裕美 (英語学者)
佐藤 裕美（さとう ひろみ、1964年 - ）は、日本の言語学者、神奈川大学外国語学部長。

## 経歴
- 2011年カ フォスカリ ヴェネチア大学客員研究員Visiting researcher, Universita' Ca' Foscari, Venezia

## 研究/受賞
1. 論文「テイル」の意味と構造ー時を関係づける述語としてのアスペクト （単著） 2018年
2. 論文英語不定詞のテンス、アスペクトと構造 （単著） 2016年
3. 論文Modals, Attitudes, and Different Positions for Complementizers in Japanese （単著） 2014年
4. 論文日本語条件節における時制、モダリティ、話者 （単著） 2011年
5. 論文Attitudes, Modals, and Two Types of Complementizers in Japanese （単著） 2012年

## 著作・文献
1. 発話と文のモダリティ―対照研究の視点から (神奈川大学言語学研究叢書) –武内道子 、佐藤裕美 編集　2011年
2. 現代の英文法 新しい文法理論へのいざない (金星堂) - 斎藤興雄、佐藤寧、佐藤裕美著 2000年